# Laura Guggenbühl
Laura Guggenbühl  (* 18. November 1901 in New York City; † 8. März 1985) war eine US-amerikanische Mathematikerin und Hochschullehrerin. Sie ist bekannt für ihre Arbeiten in Dreiecksgeometrie und der Geschichte der Mathematik.

## Leben und Forschung
Guggenbühl wurde als Tochter von Schweizer Einwanderern in New York City geboren und besuchte dort öffentliche Schulen. 1918 begann sie das Mathematikstudium am Hunter College und war Mitglied des Mathematikclubs. Sie besuchte die Columbia University im Sommer 1920 und 1921 die New York University. 1922 war sie Lehrerin an der Erasmus Hall High School in Brooklyn und erhielt den Bachelor-Abschluss in Mathematik am Hunter College. Anschließend studierte sie an der Columbia University in Klassen von W. B. Fite und Dunham Jackson. Bis sie 1923 ihr Studium am Bryn Mawr College fortsetzte, war sie Ausbilderin am Hunter College. 1924 erhielt sie ihren Masterabschluss und blieb in Bryn Mawr als Resident Fellow bis 1926. Danach kehrte sie als Ausbilderin an das Hunter College zurück und promovierte 1927 in Mathematik und Pädagogik am Bryn Mawr College als dritte Dissertationsstudentin von Anna Pell Wheeler mit der Dissertation: An Integral Equation with an Associated Integral Condition. Sie forschte bis zu ihrer Pensionierung 1972 an der Fakultät des Hunter College: von 1932 bis 1959 war sie Assistenzprofessorin und danach außerordentliche Professorin. Ihre Forschungsinteressen lagen weitgehend in der Geschichte der Mathematik. Sie nahm an vielen Internationalen Mathematikerkongressen teil: 1932 in Zürich, 1950 in Cambridge (USA), 1954 in Amsterdam, 1959 in Edinburgh, 1962 in Stockholm, 1966 in Moskau und 1970 in Nizza. Sie unternahm auch viele andere Reisen nach Europa und berichtete in Science über zwei Treffen, an denen sie teilnahm: der Kongress der französischen Vereinigung für den Fortschritt der Wissenschaft in Caen und das Symposium über Topologie im September 1961. Nach ihrer Pensionierung und nahm sie 1976 an einer Studienreise nach Guangdong in der Volksrepublik China teil. Sie starb während einer Weltreise mit ihrer Schwägerin, kurz nachdem das Kreuzfahrtschiff Queen Elizabeth 2 Hongkong verlassen hatte.

## Mitgliedschaften
- Mathematical Association of America
- American Mathematical Society
- Pi Mu Epsilon
- Deutsche Mathematiker-Vereinigung
- Société Mathématique de France
- Schweizerische Mathematische Gesellschaft
- The French Association for the Advancement of Science
- Swiss Association for the Advancement of Science
- History of Science Society
- College Public Relations Association
- American Association for the Advancement of Science
- New Yorker Akademie der Wissenschaften
- American Association of University Women

## Veröffentlichungen (Auswahl)
- 1927: An integral equation with an associated integral condition. Ann. of Math. 2nd ser., 29.
- 1937: The failure in required mathematics at Hunter College. Math. Teacher 30.
- 1950: Gunstock 1769. Connecticut Antiquarian 2.
- 1950: Two thousand years a best seller. Bull. of the Near East Soc. 3.
- 1953: Henri Brocard and the geometry of the triangle. Math. Gaz. 37.
- 1955: Karl Wilhelm Feuerbach, mathematician. Sci. Monthly 81.
- 1957: Note on the Gergonne point of a triangle. Amer. Math. Monthly 64.
- 1957: An unusual application of a simple geometric principle. Math. Teacher 50.
- 1958: Reuter, Gauss, and Göttingen. Math. Teacher 51.
- 1959: Gergonne, founder of the Annales de Math´ematiques. Math. Teacher 52.
- 1959: International Congress of Mathematicians, Edinburgh, 1958. Math. Teacher 52.
- 1961: The international colloquium on differential geometry and topology in Zurich and the celebration of the fiftieth anniversary of the Swiss Mathematical Society. Math. Teacher 54.
- 1961: Journey to Delos. Math. Teacher 54.
- 1964: The New York fragments of the Rhind mathematical papyrus. Math. Teacher 57.
- 1965: Mathematics in ancient Egypt: a checklist (1930–1965). Math. Teacher 58:630–34.
- 1970: Brocard, Pierre Ren´e Jean-Baptiste Henri. In: Dictionary of Scientific Biography 2.
- 1971: Feuerbach, Karl Wilhelm. In: Dictionary of Scientific Biography 4.